# Орач
Орач (болг. Орач) — село в Болгарии. Находится в Тырговиштской области, входит в общину Антоново. Население составляет 103 человека (2022).

## Политическая ситуация
Орач подчиняется непосредственно общине и не имеет своего кмета.
Кмет (мэр) общины Антоново — Танер Мехмед Али (Движение за права и свободы (ДПС)) по результатам выборов в правление общины.